# Пловдивски конгрес на ВМОРО
Пловдивският конгрес е конгрес на Одринския революционен окръг на Вътрешната македоно-одринска революционна организация, провел се през Великденските празници от 13 до 15 април 1902 година в дома на Михаил Герджиков в Пловдив, България.

## Делегати
На конгреса присъстват като официални делегати:
| - Представители на ВМОРО - Гоце Делчев - Михаил Герджиков | - Задгранични представители - Димитър Стефанов - Туше Делииванов | - Представители на Одрински окръжен комитет - Васил Пасков - Георги Василев |  |

- Районни представители
  - Христо Караманджуков от Ахъчелебийско
  - Тодор Шишманов от Бунархисарско
  - Лазар Маджаров от Лозенградско
  - Васил Пасков от Малкотърновско, заменен от Георги Кондолов
  - Константин Нунков, като представител на терористичното крило

Началникът на Чепеларския пункт Константин Антонов не се явява. В заседанията участват и други революционни дейци, които нямат статут на делегати като Александър Кипров, Александър Попов, Георги Калоянов, Петко Напетов и други.

## Решения
Конгресът успява да изглади неразбирателствата между революционните дейци. Гоце Делчев изнася доклад „За начина на организиране на Одринско“, а Михаил Герджиков – „Как да се агитира между населението“. Конгресът успява да избере само временен състав на окръжния комитет в Одрин, в който влизат Георги Василев и Спас Мартинов. Окръгът е разделен на революционни райони и на две инспекционни зони – източно и западно от Марица. Окончателно са спрени опитите за изграждане на самостоятелен Беломорски окръг. В Източната област влизат районите Малкотърновски, Бунархисарски, Лозенградски, Чокенски и Мустафапашански, а в Западната – Дедеагачки (със Софлийско, Димотишко и Ортакьойско), Гюмюрджински (с Ксантийско) и Ахъчелебийски (с Даръдеренско). Инспектор-ревизор на Източната област е Герджиков, а на Западната – Константин Антонов. Избран е временен окръжен комитет, в който влизат Георги Василев и Спас Мартинов. За задграничен представител на Одринско по настояване на Гоце Делчев вместо Лазар Димитров е избран Михаил Герджиков.
Освен разпределение на районите и уточняване на районните ръководители, конгресът начертава и мерки за затягане на дисциплината и поставя на дневен ред въпроса за подготовката на населението за въстние и снабдяването с оръжие.